# Pussay
Pussay är en kommun i departementet Essonne i regionen Île-de-France i norra Frankrike. Kommunen ligger i kantonen Méréville som tillhör arrondissementet Étampes. År 2022 hade Pussay 2 182 invånare.

## Befolkningsutveckling
Antalet invånare i kommunen Pussay
| Referens: INSEE |